# Jöns Jacob Berzelius
Jöns Jacob Berzelius (in svedese: [jœns ˈjɑ̌ːkɔb bæˈʂěːlɪɵs]; 20 agosto 1779 – 7 agosto 1848) è stato un chimico svedese.
Berzelius è considerato, insieme a Robert Boyle, John Dalton e Antoine Lavoisier, uno dei fondatori della chimica moderna. Divenne membro dell'Accademia reale svedese delle scienze nel 1808 e dal 1818 fu il suo principale funzionario. È conosciuto in Svezia come il "padre della chimica svedese". Il 20 agosto si celebra il "Berzelius Day" in suo onore.
Sebbene Berzelius avesse iniziato la sua carriera come medico, i suoi contributi duraturi sono stati nei campi dell'elettrochimica, dei legami chimici e della stechiometria. In particolare, è noto per la sua determinazione dei pesi atomici e per i suoi esperimenti che hanno portato a una comprensione più completa dei principi della stechiometria, la branca della chimica relativa alle relazioni quantitative tra gli elementi nei composti chimici e nelle reazioni chimiche. Questa comprensione divenne nota come "Legge delle proporzioni definite".
Berzelius era un empirista rigoroso, si aspettava che qualsiasi nuova teoria fosse coerente con la somma della conoscenze chimiche contemporanee. Ha sviluppato nuovi metodi di analisi chimica, necessari per sviluppare i dati di base a supporto del suo lavoro sulla stechiometria. Studiò l'isomerismo, l'allotropia e la catalisi, fenomeni che devono il loro nome a lui. Berzelius fu tra i primi ad articolare le differenze tra composti inorganici e composti organici. Tra i molti minerali ed elementi che studiò, gli è attribuita la scoperta di cerio e selenio e fu il primo a isolare silicio e torio. Seguendo il suo interesse per la mineralogia, Berzelius sintetizzò e caratterizzò chimicamente nuovi composti di questi e altri elementi.
Berzelius dimostrò l'uso di una cella elettrochimica per decomporre alcuni composti chimici in coppie di componenti elettricamente opposti. Da questa ricerca, articolò una teoria che è diventata nota come dualismo elettrochimico, sostenendo che i composti chimici sono sali di ossido, legati insieme da interazioni elettrostatiche. Questa teoria, sebbene utile in alcuni contesti, è stata considerata insufficiente. Il lavoro di Berzelius con i pesi atomici e la sua teoria del dualismo elettrochimico portarono allo sviluppo di un moderno sistema di notazione delle formule chimiche che mostrava la composizione di qualsiasi composto sia qualitativamente che quantitativamente. Il suo sistema abbreviava i nomi latini degli elementi con una o due lettere e applicava apici per designare il numero di atomi di ciascun elemento presente nel composto. Successivamente, i chimici optarono per usare pedici piuttosto che apici.

## Biografia

### Famiglia e formazione
Berzelius nacque nella parrocchia di Väversunda, nella provincia dell'Östergötland in Svezia. Suo padre Samuel Berzelius era un insegnante nella vicina città di Linköping e sua madre Elizabeth Dorothea Sjösteen era una casalinga. Provenienti da famiglie di pastori della chiesa, Jacob li perse entrambi in tenera età: suo padre morì nel 1779, dopodiché sua madre sposò un pastore di nome Anders Eckmarck, che diede a Berzelius un'istruzione di base riguardo alla conoscenza dell'ambiente. Dopo la morte di sua madre nel 1787, si presero cura di lui alcuni parenti di Linköping. Qui frequentò la scuola oggi conosciuta come Katedralskolan. Da adolescente divenne precettore presso una fattoria vicino a casa e durante questo periodo si interessò alla raccolta di fiori e insetti e alla loro classificazione scientifica.

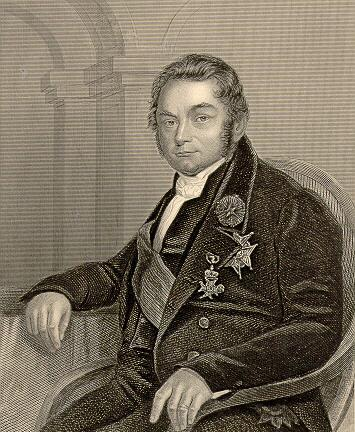
Jacob Berzelius ritratto da Olof Johan Södermark (1790-1848). Artista di stampa: Charles W. Sharpe, d. 1875 (76)

Dal 1796 al 1801 frequentò l'Università di Uppsala come studente di medicina ed ebbe come docente di chimica il professor Anders Gustaf Ekeberg, lo scopritore del tantalio. Lavorò come apprendista in una farmacia, dove imparò anche materie di laboratorio come la soffiatura del vetro. Rimasto solo durante i suoi studi, ripeté con successo gli esperimenti che avevano condotto il chimico svedese Carl William Scheele alla scoperta dell'ossigeno. In collaborazione con un medico, condusse un'analisi delle acque delle sorgenti minerali di Medevi. Inoltre, nel corso dei suoi studi, nel 1800, Berzelius venne a conoscenza della pila elettrica di Alessandro Volta, il primo dispositivo in grado di fornire una corrente elettrica costante (cioè la prima batteria). Costruì per sé una batteria simile, composta da dischi alternati di rame e zinco, e questo fu il suo primo lavoro nel campo dell'elettrochimica.
Come ricerca di tesi nei suoi studi medici, esaminò l'influenza della corrente galvanica su diverse malattie senza ottenere risultati positivi. Dopo la laurea in medicina nel 1802, fu medico vicino a Stoccolma fino a quando il chimico e proprietario di una miniera Wilhelm Hisinger riconobbe le sue capacità di chimico analitico e gli fornì un laboratorio.

### Carriera accademica
Nel 1807 Berzelius fu nominato professore di chimica e farmacia presso l'Istituto Karolinska, a Solna. Tra il 1808 e il 1836 Berzelius lavorò insieme ad Anna Sundström, la prima donna chimica svedese, che gli fece da assistente.
Nel 1808 fu eletto membro dell'Accademia Reale Svedese delle Scienze. A quel tempo, l'Accademia era rimasta ferma per diversi anni, poiché l'era del romanticismo in Svezia aveva ridotto l'interesse per le scienze. Nel 1818 Berzelius fu eletto segretario dell'Accademia e mantenne la carica fino al 1848. Durante il suo mandato gli venne attribuito il merito di aver rivitalizzato l'Accademia e di averla portata in una seconda era d'oro (la prima era stata con l'astronomo Pehr Wilhelm Wargentin, segretario dal 1749 al 1783). Fu eletto membro onorario straniero dell'Accademia Americana delle Arti e delle Scienze nel 1822. Nel 1827 divenne corrispondente dell'Accademia Reale delle Arti e delle Scienze dei Paesi Bassi e nel 1830 membro associato. Nel 1837 fu eletto membro dell'Accademia svedese, con il seggio numero 5.

### Vita successiva
Per gran parte della sua vita, Berzelius soffrì di varie patologie, tra cui emicranie ricorrenti e in seguito la gotta. Ebbe anche episodi di depressione.
Nel 1818 Berzelius ebbe un esaurimento nervoso, che si dice dovuto allo stress del suo lavoro. Dietro consiglio medico di viaggiare e prendersi una vacanza, durante questo periodo Berzelius si recò in Francia ma solo per lavorare nei laboratori chimici di Claude Louis Berthollet.
Nel 1835, all'età di 56 anni, sposò Elizabeth Poppius, di 24 anni, figlia di un ministro del governo svedese.
Morì il 7 agosto 1848 nella sua casa di Stoccolma, dove viveva dal 1806. È sepolto nel cimitero di Solna.

## Scoperte

### Legge di proporzioni definite

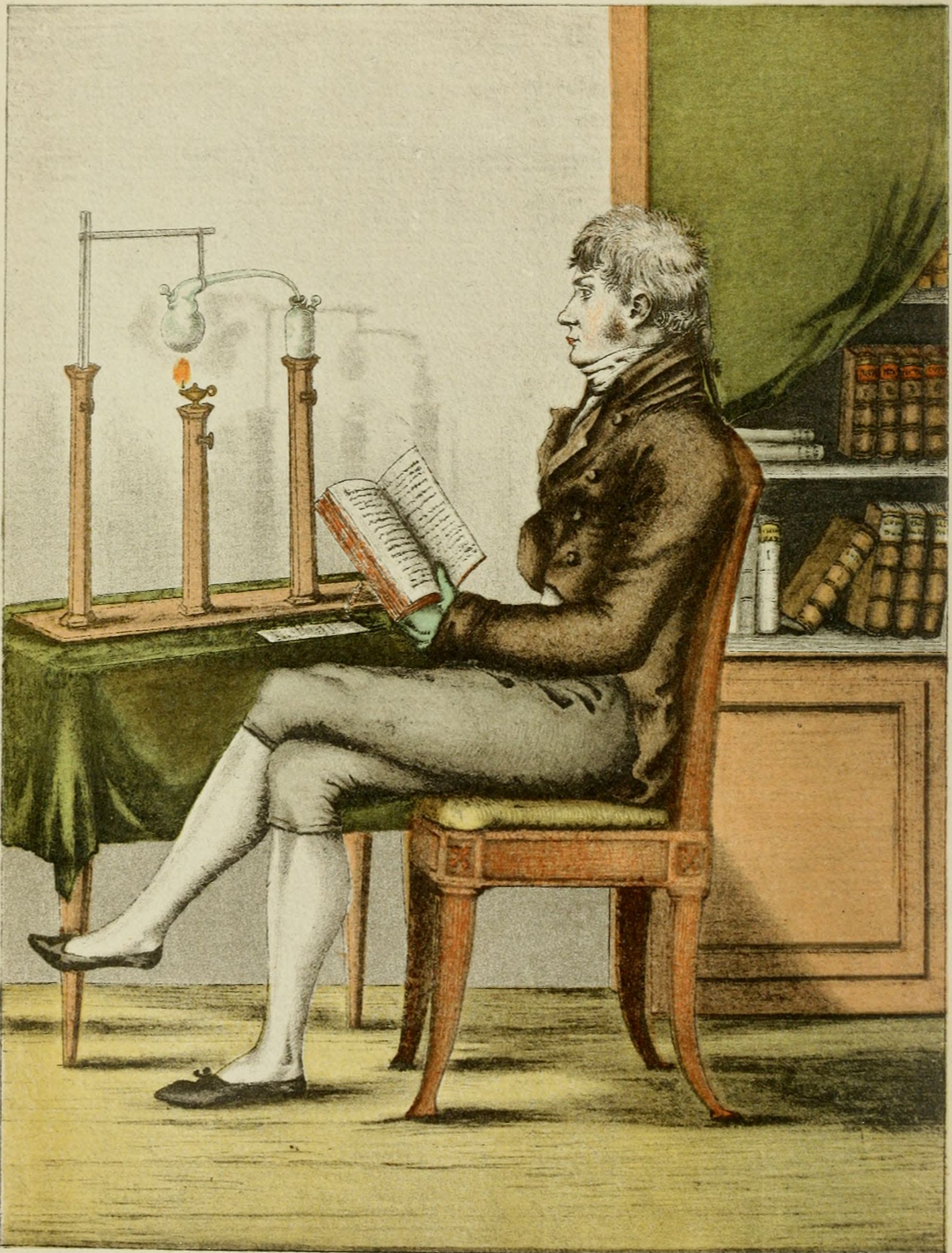
Illustrazione di Berzelius (pubblicata nel 1903)

Poco dopo il suo arrivo a Stoccolma, Berzelius scrisse un libro di chimica per i suoi studenti di medicina, Lärboki Kemien, che fu la sua prima pubblicazione scientifica significativa. Preparandosi per la scrittura di questo libro, condusse esperimenti sulla composizione di composti inorganici, che fu il suo primo lavoro sulle proporzioni definite. Nel 1813 pubblicò un saggio sulle proporzioni degli elementi nei composti. Il saggio iniziava con una descrizione generale, introduceva il suo nuovo simbolismo, esaminava tutti gli elementi conosciuti, includeva una tabella di pesi specifici e terminava con una selezione di composti scritti nel suo nuovo formalismo. Nel 1818 compilò una tabella dei pesi atomici relativi, dove l'ossigeno era impostato a 100, e che includeva tutti gli elementi noti all'epoca. Questo lavoro fornì prove a favore della teoria atomica proposta da John Dalton: i composti chimici inorganici sono composti da atomi di diversi elementi combinati in quantità di numeri interi. Nello scoprire che i pesi atomici non sono multipli interi del peso dell'idrogeno, Berzelius smentì anche l'ipotesi di Prout che gli elementi siano costituiti da atomi di idrogeno. L'ultima versione rivista da Berzelius delle sue tabelle dei pesi atomici fu pubblicata per la prima volta in una traduzione tedesca del suo Textbook of Chemistry nel 1826.

### Notazione chimica
Per agevolare i suoi esperimenti, sviluppò un sistema di notazione chimica in cui agli elementi che componevano un particolare composto chimico venivano assegnate semplici etichette scritte - come O per l'ossigeno o Fe per il ferro - con le loro proporzioni nel composto chimico denotate da numeri. Berzelius inventò così il sistema di notazione chimica usato ancora oggi, la differenza principale è che al posto dei numeri in pedice usati oggi (ad esempio, H2O o Fe2O3 ), Berzelius usò gli apici (H2O o Fe2O3 ).

### Nuovi elementi
A Berzelius è stata attribuita la scoperta degli elementi chimici cerio, nel 1803, e selenio, nel 1817, e di essere stato il primo a isolare silicio e torio nel 1824. Gli studenti che lavoravano nel laboratorio di Berzelius scoprirono anche litio, lantanio e vanadio.
Berzelius scoprì il silicio ripetendo un esperimento eseguito da Gay-Lussac e Thénard. Nell'esperimento Berzelius fece reagire il tetrafluoruro di silicio con il potassio purificandone il prodotto lavandolo fino a renderlo una polvere marrone. Berzelius riconobbe questa polvere marrone come un nuovo elemento che chiamò silicio, nome proposto in precedenza da Davy.
Berzelius fu il primo a isolare lo zirconio nel 1824, ma lo zirconio puro non fu prodotto fino al 1925, da Anton Eduard van Arkel e Jan Hendrik de Boer.

## Rapporti con altri scienziati

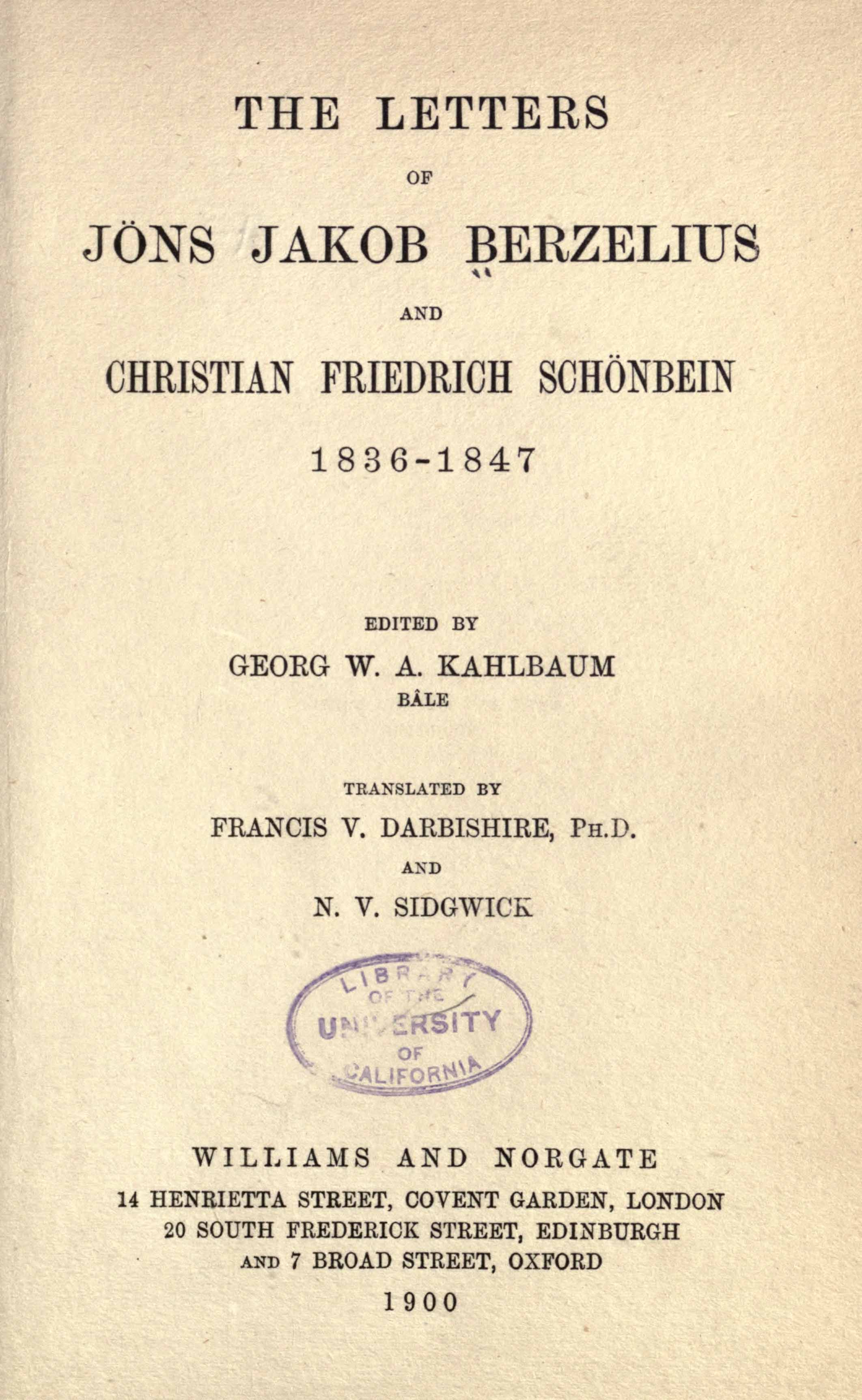
Raccolta di lettere di Berzelius al chimico Christian Friedrich Schönbein (The Letters of Jöns Jakob Berzelius and Christian Friedrich Schönbein, 1836 1847) pubblicata in inglese nel 1900

Berzelius fu un prolifico corrispondente di importanti scienziati del suo tempo, come Gerardus Johannes Mulder, Claude Louis Berthollet, Humphry Davy, Friedrich Wöhler, Eilhard Mitscherlich e Christian Friedrich Schönbein.
Nel 1812 Berzelius si recò a Londra, recandosi anche a Greenwich, per incontrare eminenti scienziati britannici dell'epoca: tra questi Humphry Davy, il chimico William Wollaston, il medico-scienziato Thomas Young, l'astronomo William Herschel, il chimico Smithson Tennant e l'inventore James Watt. Berzelius visitò anche il laboratorio di Davy, dove affermò: "Un laboratorio ordinato è segno di un chimico pigro".
Humphry Davy nel 1810 propose il cloro come nuovo elemento, ma Berzelius inizialmente rifiutò questa affermazione basandosi sulla propria convinzione che tutti gli acidi fossero basati sull'ossigeno, e visto che l'HCl non contiene ossigeno, non avrebbe potuto essere un elemento. Tuttavia nel 1812 Bernard Courtois dimostrò che la sostanza isoelettronica iodio è un elemento. Questa scoperta risolse il dissenso di Berzelius, che continuò le sue ricerche sul cloro durante la sua permanenza nel laboratorio di Claude Louis Berthollet.

## Onorificenze e riconoscimenti

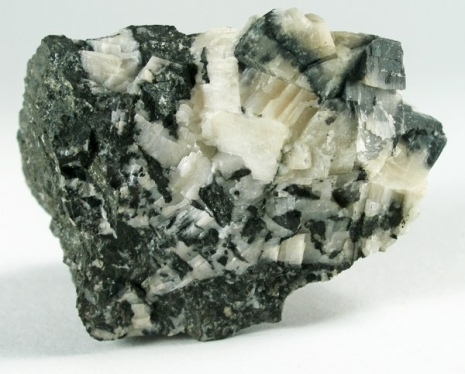
Berzelianite inclusa nella calcite della miniera di Skrikerum in Svezia

Nel 1818 Berzelius fu nobilitato dal re Carlo XIV. Nel 1835 ricevette il titolo di friherre (barone).
La Royal Society of London assegnò a Berzelius la Medaglia Copley nel 1836 con la citazione "Per la sua applicazione sistematica della dottrina di proporzioni definite all'analisi dei corpi minerali, contenuta nel suo Nouveau Systeme de Mineralogie, e in altre sue opere".
Nel 1840 Berzelius fu nominato Cavaliere dell'Ordine di Leopoldo. Nel 1842 ricevette l'onorificenza dell'Ordine Pour le Mérite per le scienze e le arti.
James Dwight Dana scoprì, nel 1850, il minerale berzelianite, un seleniuro di rame, e gli diede questo nome in onore di Berzelius.
Nel 1852, a Stoccolma, in Svezia, fu costruito un parco pubblico e una statua, entrambi in onore di Berzelius. La Berzeliusskolan, una scuola situata accanto alla sua alma mater, Katedralskolan, prende il nome da lui.

Nel 1898 l'Accademia svedese delle scienze intitolò il Museo Berzelius in suo onore. Nella collezione del museo vi erano molti oggetti del suo laboratorio e fu inaugurato in occasione del cinquantesimo anniversario della morte del chimico. Tra gli invitati alla cerimonia di inaugurazione c'erano dignitari scientifici di undici nazioni europee e degli Stati Uniti, molti dei quali hanno tenuto discorsi formali in onore di Berzelius. Il Museo fu successivamente spostato nell'osservatorio che fa parte dell'Accademia svedese delle scienze.

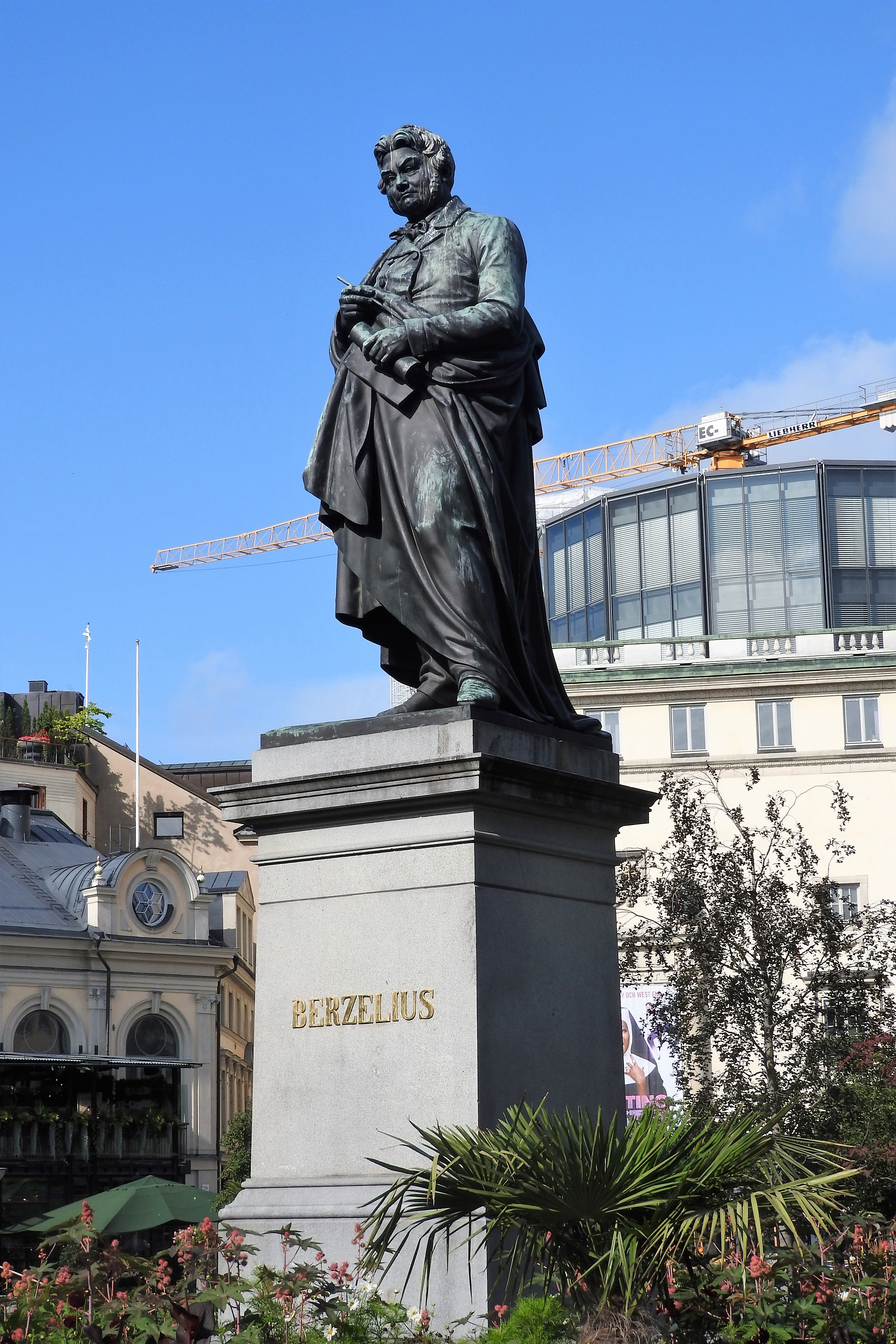
Statua di Berzelius nel centro del Berzelii Park, Stoccolma

Nel 1939 il suo ritratto apparve su una serie di francobolli per commemorare il bicentenario della fondazione dell'Accademia svedese delle scienze.
La società segreta Berzelius dell'Università di Yale è così chiamata in suo onore.

## Opere
(parziale)
- (LA)  Nova analysis aquarum medeviensium, 1800 (testo online in projet Gutenberg)
- (LA)  De electricitatis galvanicæ apparatu cel. Volta excitæ in corpora organica effectu, 1802.
- (FR)  Nouveau système de minéralogie, Paris, 1819, in-8.
- (FR)  De l'emploi du chalumeau dans les analyses chimiques et les déterminations minéralogiques, trad. fr., 1821, traduzione francese di Fresnel, 1837.
- (FR)  De l'analyse des corps inorganiques, 1827.
- (FR)  Théorie des proportions chimiques et table analytique des poids atomiques des corps simples et leurs combinaisons les plus importantes, 1835.
- (FR)  Traité de chimie minérale, végétale et animale, 1808-1830. Tomo 1, Tomo 3, Tomo 4, Tomo 5, Tomo 6
  - Tomo 1, Firmin Didot Frères (Paris), 1845.
  - Tomo 2, Firmin Didot Frères (Paris), 1846.
  - Tomo 3, Firmin Didot Frères (Paris), 1847.
  - Tomo 4, Firmin Didot Frères (Paris), 1847.
  - Tomo 5, Firmin Didot Frères (Paris), 1849.
  - Tomo 6, Firmin Didot Frères (Paris), 1850.
- (FR)  Élémens de minéralogie appliquée aux sciences chimiques, ouvrage basé sur la méthode de M. Berzelius contenant l'Histoire naturelle et métallurgique des substances minérales, leurs applications à la pharmacie, à la médecine et à l'économie domestique, 1837.
- (FR)  Traité de Chimie. Trad. francese di Antoine Jacques Louis Jourdan, Firmin Didot, 1829.
- (DE) Berzelius und Liebig, München, Lehmann, 1893.
- (EN) Letters of Jöns Jakob Berzelius and Christian Friedrich Schönbein, London, Williams & Norgate, 1900.
- (DE) Selbstbiographische Aufzeichnungen, Leipzig, Johann Ambrosius Barth, 1903.